# Tiense Suikerraffinaderij
De Tiense Suikerraffinaderij (Frans: Sucre Tirlemont) is een Belgisch bedrijf dat zich toelegt op de raffinage van suikerbiet tot suiker, en suikerfabrieken beheert in onder meer Tienen en Wanze. De bekendste producten zijn het "harde klontje" en de "Cassonade Graeffe".
Het bedrijf verwerkt jaarlijks 3 tot 3,5 miljoen bieten, afkomstig van 5.000 landbouwers. 600 werknemers fabriceren hiervan 500 tot 600.000 ton suiker. De Tiense Suikerraffinaderij genereerde in 2011-2012 een omzet van 771 miljoen euro.

## Geschiedenis
Het bedrijf bestaat sinds 1836. In 1886 kochten de industriëlen en broers Paul en Frantz Wittouck de suikerfabriek in Wanze, in 1894 namen ze ook de fabriek van Tienen over en brachten ze beide bedrijven samen.
De Tiense Suikerraffinaderij behoort sinds 1989 tot de Duitse groep Südzucker.
In 2001 nam Tiense de Franse suikergroep Saint Louis Sucre van de Nationale Portefeuillemaatschappij over.